# Falsa personalidad
Falsa personalidad (en inglés, Laughter) es una película cómica estadounidense de 1930 dirigida por Harry d'Abbadie d'Arrast y protagonizada por Nancy Carroll, Fredric March y Frank Morgan. La película fue rodada en los Astoria Studios de New York.
La película fue nominada al Oscar al mejor argumento.
En 1931, hubo una versión alemana llamada Die Männer um Lucie protagonizada por Liane Haid y Lien Deyers. Esta película se considera perdida.

## Sinopsis
Peggy es una bailarina de Follies que abandona su vida de apegos despreocupados para cumplir su objetivo de casarse con un millonario. Por desgracia, su anciano esposo, el corredor C. Mortimer Gibson, es un aburrido bien intencionado, y pronto Peggy comienza a buscar entretenimiento en otra parte.
Un año después de su matrimonio, ocurren tres hechos importantes casi simultáneamente. El exnovio de Peggy, Paul Lockridge, un compositor y pianista que continua enamorado de ella y parece tener una broma divertida para cada ocasión, regresa de París. Ella se reúne con él mientras él le ofrece su compañía para distraerse de su estirada vida. Además, Ralph Le Saint, un joven escultor despreocupado que todavía está enamorado de Peggy, planea su suicidio en un estado de amargura, y la hija de Gibson, Marjorie, regresa de la escuela en el extranjero. Marjorie pronto se empareja con Ralph, y el romance que se desarrolla entre ellos es paralelo al romance de adultos entre Peggy y Paul.

## Reparto
- Nancy Carroll como Peggy Gibson
- Fredric March como Paul Lockridge
- Frank Morgan como C. Morton Gibson
- Glen Anders como Ralph Le Sainte
- Diane Ellis como Marjorie Gibson
- Ollie Burgoyne como Pearl
- Leonard Carey como Benham

## Premios y distinciones
Premios Óscar
| Año  | Categoría       | Persona                                                       | Resultado |
| ---- | --------------- | ------------------------------------------------------------- | --------- |
| 1931 | Mejor argumento | Harry d'Abbadie d'Arrast, Douglas Doty y Donald Ogden Stewart | Nominados |

National Board of Review
| Año  | Reconocimiento              | Resultado |
| 1930 | Diez mejores filmes del año | Incluida  |
| ---- | --------------------------- | --------- |